# Cidlinský hřeben
Přírodní památka Cidlinský hřeben zahrnuje kopce Kozlov (606 m n. m.) a Hůra (519 m n. m.) na katastrální území Cidlina, Kněžnice a Libuň v okrese Jičín. Předmětem ochrany území jsou velké plochy přirozených lesních porostů na prudkých svazích Kozlovského hřbetu a cidlinské Hůry, které jsou zachovalým zbytkem kdysi hojných lesních porostů v této oblasti. Přírodní památka je ve správě Krajského úřadu Královéhradeckého kraje.

## Geologie
Území zaujímá část Táborského hřbetu na jihovýchodním okraji geomorfologického celku Ještědsko-kozákovský hřbet. Průlomové údolí horního toku Cidliny dělí území do dvou částí. Severozápadní část vyplňují dílčí hřbet s hradním vrchem Kozlov a jižní výběžky vrchu Ředice (649 m n. m.), jihovýchodní část hřbet Hůra. Podkladem jsou převážně karbonské melafyry místy prostoupené tufy a aglomeráty. V erozních zářezech (např. v údolí Cidliny) jsou odkryty permské sedimenty, zejména červenohnědé pískovce a slepence vrchlabského souvrství, případně svrchnokřídové pískovce. Na svazích a jejich úpatích leží čtvrtohorní kamenitohlinité a kamenitopísčité sedimenty.

## Flóra

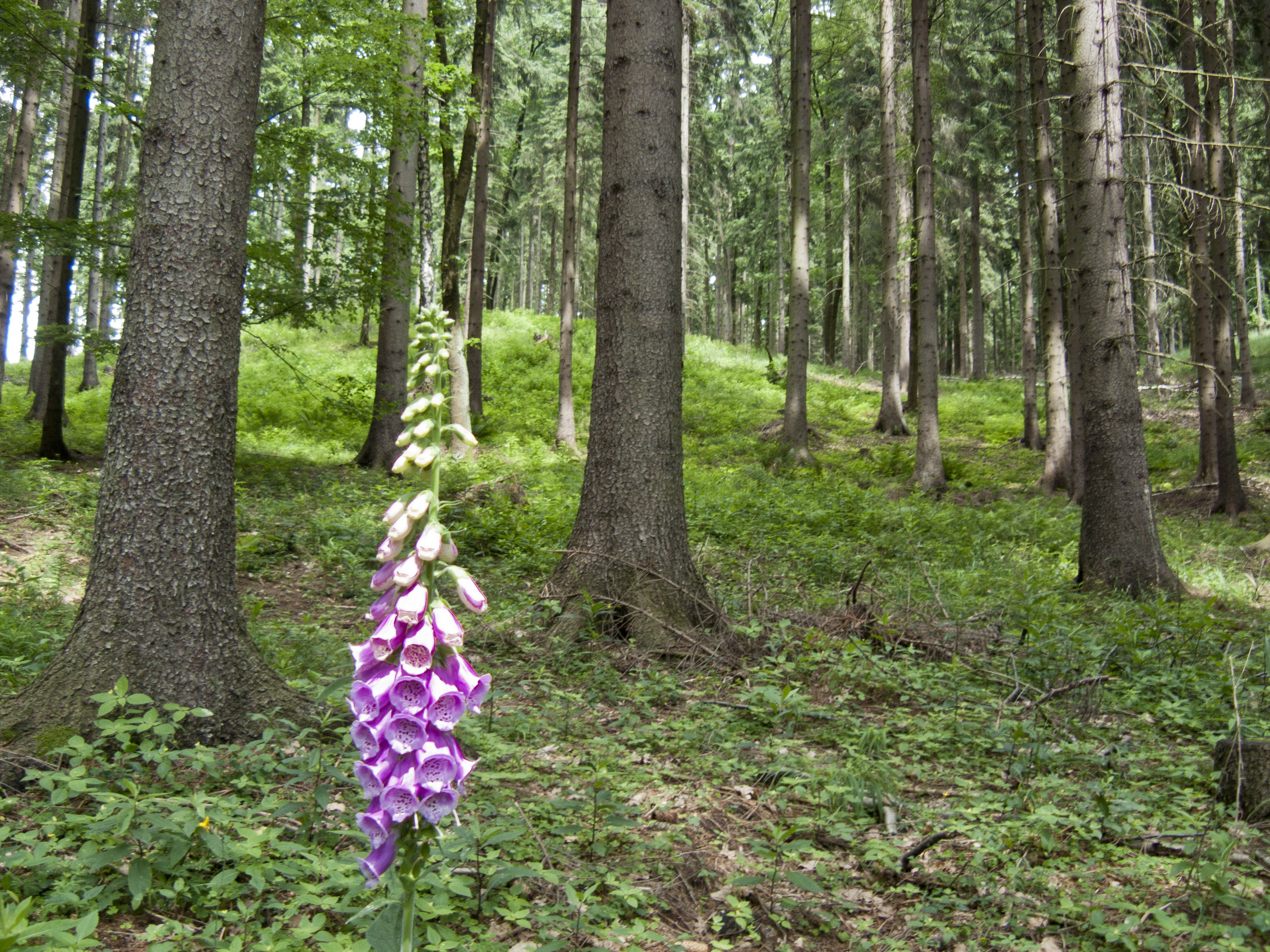
Náprstník červený rostoucí v oblasti

Převážně je zde přirozená svahová bučina, na nejprudších svazích jihozápadně exponovaných strání s přirozenou dřevinnou skladbou s bukem lesním (Fagus sylvatica), lípou velkolistou (Tilia platyphyllos), javorem klenem (Acer pseudoplatanus). Porosty jsou bohatým nalezištěm vzácných a chráněných druhů rostlin. Pestrost bylinného podrostu je podmíněna i zvýšeným obsahem vápníku v půdě. Roste zde např. lilie zlatohlávek (Lilium martagon), lýkovec jedovatý (Daphne mezereum) nebo árón plamatý (Arum maculatum).

## Fauna
Přirozené složení porostů poskytuje vhodné podmínky pro výskyt řady vzácnějších druhů ptáků, např. lejsek černohlavý (Ficedula hypoleuca), holub doupňák (Columba oenas), puštík obecný (Strix aluco) nebo šoupálek dlouhoprstý (Certhia familiaris).Faunu bezobratlých tvoří podhorské druhy zachovalých smíšených lesů. V bukových porostech a na mokřadních a rašelinných stanovištích je vyšší podíl horských druhů.
Na prudkých stráních s jihozápadní expozicí nalézáme i teplomilné druhy např. kříse ušatku kůrovou. Z chráněných brouků zde byl pozorován roháč obecný (Lucanus cervus) a pět druhů střevlíků.
Hojná jsou zde kupovitá mraveniště chráněného mravence lesního menšího (Formica polyctena), která dosahují výšky až jeden metr a průměru až tři metry.